# Georgiske herskere
Denne liste over georgiske herskere begynder i 1008, da det kendte Bagrationi-dynasti forenede de to georgiske stater Kartli og Kakheti. Ved Giorgi 8.s død i 1466 deltes riget i 3 dele: Kartli, Kakheti og Imereti. Af disse anses Kartli for arvtageren, da Bagrationi'erne bevarede magten her. I denne periode var Kartli og Kakheti ofte i krig med hinanden, hvorfor listen nogle steder afbrydes af, at det ene land erobrer det andet. Ved Kong Jeses død i 1727 samledes Kartli og Kakheti igen til ét land, der efter Giorgi 12.s død i 1800 erobredes af Rusland. Imereti annekteredes af Rusland i 1810.

## Konger af det forenede Georgiske Kongerige (1008–1466)
- Bagrat 3. (1008–1014)
- Giorgi 1. (1014–1027)
- Bagrat 4. (1027–1072)
- Giorgi 2. (1072–1089)
- Davit 4. (1089–1125)
- Demetre 1. (1125–1155)
- Davit 5. (1155–1156)
- Giorgi 3. (1156–1184)
- Tamar (Georgien) (1184–1213)
- Giorgi 4. Lasha (1213–1223)
- Rusudan (1223–1245)
- Davit 6. Narin (1245–1293)
- Davit 7. Ulu (1247–1270)
- Demetre 2. (1271–1289)
- Vakhtang 2. (1289–1293)
- Davit 8. (1293–1299, 1300–1308)
- Giorgi 6. (1308–1313)
- Giorgi 5. (1299, 1314–1346)
- David 9. (1346–1360)
- Bagrat 5. (1360–1393)
- Giorgi 7. (1393–1407)
- Konstantin 1. (1407–1411)
- Alexander 1. (1412–1442)
- Vakhtang 4. (1442–1446)
- Giorgi 8. (1446–1466)

## Konger af Kartli (1466–1727)
- Bagrat 6. (1466–1478)
- Aleksandre 2. (1478)
- Konstantin 2. (1478–1505)
- Davit 10. (1505–1524)
- Giorgi 9. (1524–1534)
- Luarsab 1. (1534–1558)
- Svimeon 1. (1558–1569)
- Davit 11. (1569–1578)
- Svimeon 1. (1578–1600) (genindsat)
- Giorgi 10. (1600–1605)
- Luarsab 2. (1605–1615)
- Bagrat 7. (1615–1619)
- Svimeon 2. (1619–1630)

Erobret af Kakheti 1630–1634
- Rustam (1634–1658)
- Vakhtang 5. (1658–1676)
- Giorgi 11. (1676–1688)

Erobret af Kakheti 1668–1691
- Giorgi 11. (1691–1695) (genindsat)

Erobret af Kakheti 1695–1703
- Giorgi 11. (1703–1709) (genindsat)
- Kaikhusro (1709–1711)

Interregnum 1711–1714
- Jese (1714–1716)
- Vakhtang 6. (1716–1723)
- Jese (1723–1727) (genindsat)

## Konge af Kartli og Kakheti (1727–1800)
- Konstantin 3. (1727–1732)
- Teimuraz 2. (1732–1762)
- Erekle 2. (1762–1798)
- Giorgi 12. (1798–1800)